# Lijst van bouwwerken in het Nederlands Openluchtmuseum
Dit is een Lijst van bouwwerken in het Nederlands Openluchtmuseum te Arnhem. In dit museum zijn bouwwerken te zien die vaak eeuwenlang op een andere plek in Nederland hebben gestaan. De bouwwerken moesten op de oude plek weg, vanwege uitbreidingsplannen of leegstand en zijn daarna op het museumterrein herbouwd. De meeste bouwwerken zijn afkomstig uit Gelderland en Noord-Holland. De minste bouwwerken zijn afkomstig uit Utrecht.
De bouwwerken staan in onderstaande tabel in volgorde van provincie.
| Naam bouwwerk                                                                                     | Provincie                         | Plaats                    | Bouwperiode       | Overgeplaatst in                   | Extra informatie | Foto |
| ------------------------------------------------------------------------------------------------- | --------------------------------- | ------------------------- | ----------------- | ---------------------------------- | --- | --- |
| Stolpboerderij                                                                                    | Noord-Holland                     | Zuid-Scharwoude           | 1745              | 1948                               | | |
| Dubbele ophaalbrug                                                                                | Noord-Holland                     | Ouderkerk aan de Amstel   | 14e eeuw          | 1939                               | | |
| Arbeidershuisje                                                                                   | Noord-Holland                     | Zaanstreek                | 1750              | 1976                               | | |
| Wagenhuisje                                                                                       | Noord-Holland                     | Zaanstreek                | 17e eeuw-18e eeuw | 1941                               | | |
| Overtuin (replica)                                                                                | Noord-Holland                     | Zaanstreek                | 1666-1667         | 1972-'74                           | Overtuin met een kralentuin uit de Zaanstreek | |
| Koopmanshuis                                                                                      | Noord-Holland                     | Koog aan de Zaan          | 1686-1687         | 1941                               | | |
| Woonhuis (Winkel van Zus & Jet)                                                                   | Noord-Holland                     | Krommenie                 | 17e eeuw          | herbouwd in verschillende perioden | Wordt in het park als winkel gebruikt | |
| Bakkerij-Winkel                                                                                   | Noord-Holland                     | Zaanstreek                | 1680 en 1826      | 1972-'74                           | Wordt in het park als bakkerij gebruikt | Openluchtmuseum Arnhem, Bakkerij uit de Zaan |
| Volendammer palingleurdershut                                                                     | Noord-Holland                     | Amsterdam                 | 19e eeuw          | 1918                               | Deze hutten werden in 1918 onbewoonbaar verklaard | |
| Scheepswerf                                                                                       | Noord-Holland                     | Marken                    | 1885              | 1947                               | | |
| Vissershuisje                                                                                     | Noord-Holland                     | Marken                    | 19e eeuw          | 1931                               | | |
| Schapenboet                                                                                       | Noord-Holland                     | De Waal                   | 19e eeuw          | 1951                               | | Openluchtmuseum Arnhem, Schapenboet uit de Waal |
| Wasserij-Blekerij                                                                                 | Noord-Holland                     | Overveen                  | 1702              | 1938                               | | |
| Standerdmolen Huizermolen                                                                         | Noord-Holland                     | Huizen                    | 1665              | 1916                               | | |
| Houtloods                                                                                         | Noord-Holland                     | Haarlem                   | 1872              | 1973                               | | Openluchtmuseum Arnhem, Houtloods uit Haarlem |
| Tramhaltehuisje                                                                                   | Noord-Holland                     | Amsterdam                 | 1931              | 1996                               | | |
| Transformatorzuil                                                                                 | Noord-Holland                     | Amsterdam                 | Omstreeks 1900    | Onbekend                           | | Openluchtmuseum Arnhem, Transformatorzuil uit Amsterdam |
| Pottenbakkersgang                                                                                 | Noord-Holland                     | Amsterdam                 | 19e eeuw          | 2012                               | | |
| Rosmolen voor het gruttersbedrijf (grutterij)                                                     | Noord-Holland                     | Wormerveer                | 1693              | 1926-'27                           | De installatie is ondergebracht in een al bestaande schuur op het museumterrein en is niet maalvaardig. Deze schuur stond al op deze locatie in het landgoed, voordat het museumpark geopend werd. | Openluchtmuseum Arnhem, Rosmolen |
| Vinkebaanhuisje                                                                                   | Noord-Holland                     | Aerdenhout                | rond 1880         | 1932                               | | Openluchtmuseum Arnhem, Vinkebaanhuisje uit Aerdenhout |
| Arbeidershuisje                                                                                   | Noord-Holland                     | Beemster                  | Onbekend          | Onbekend                           | In het park ingericht als fotosalon | Nederlands Openluchtmuseum in Arnhem, 2005. Afgebeeld is de tuinderswoning uit de Beemster. Dit huisje was oorspronkelijk gebouwd in de Beemster (N.H.) en werd bewoond door een tuindersknecht. Tegenwoordig heeft de tuinderswoning, die al sinds 1958 in het museum staat, een nieuwe bestemming. Hier is nu de Fotostudio Wijdemans & Frère gevestigd. |
| Plee                                                                                              | Noord-Holland                     | Groet                     | 1874-1880         | 2010                               | | Pleehuisje Groet, Openluchtmuseum Arnhem |
| Plee                                                                                              | Noord-Holland                     | Zaanstreek                |                   |                                    | | Pleehuisje Zaanstreek - Openluchtmuseum, Arnhem |
| Kasteelboerderij                                                                                  | Zuid-Holland                      | Oud-Beijerland            | 1617              | 1956-'58                           | In het park ingericht als restaurant | |
| Paltrokmolen Mijn Genoegen                                                                        | Zuid-Holland                      | Numansdorp                | 1680              | 1928                               | | |
| Aanbrengertje                                                                                     | Zuid-Holland                      | Gouda                     | 19e eeuw          | 1946                               | | |
| Krukboerderij met zomerhuis (woonboerderij)                                                       | Zuid-Holland                      | Hoogmade                  | 1600              | 2002-2004                          | Werd afgebroken i.v.m. aanleg Hogesnelheidslijn | |
| Poffertjeskraam                                                                                   | Zuid-Holland                      | Den Haag                  | 1830              | 2007                               | | |
| Windkorenmolen Het Fortuyn                                                                        | Zuid-Holland                      | Delft                     | 1685              | 1921                               | | |
| Zomerhuis                                                                                         | Zuid-Holland                      | Heinenoord                | Onbekend          | Onbekend                           | | Een zomerhuis, in 1993 gebouwd naar het voorbeeld van het zomerhuis van boerderij 'West-Leeuwenstein', aan de Dorpsstraat in Heinenoord. |
| Jaknikker                                                                                         | Zuid-Holland                      | Schiebroek                | Ca. 1950          | 2014                               | | |
| Weeghuisje (replica)                                                                              | Zeeland                           | Wolphaartsdijk            | 1898              | 1984                               | De weegbrug is origineel, het huisje is een replica | |
| Landbouwwerktuigenloods                                                                           | Zeeland                           | Goes                      | 1910              | 1985                               | | |
| Nederlands Hervormde Kerk                                                                         | Zeeland                           | 's-Heerenhoek             | 1672              | 1988                               | | |
| Bosman-molentje                                                                                   | Zeeland                           | Renesse                   | 1929              | 2017                               | | Bosmanmolen in het Nederlands Openluchtmuseum, Arnhem. |
| Duiventil (replica)                                                                               | Utrecht                           | Hamersveld                | Onbekend          | 1947                               | | |
| VROM Woonwagen                                                                                    | Utrecht                           | Amersfoort                | 1970              | 2023                               | | Nederlands Openluchtmuseum VROM woonwagen |
| Zuivelfabriek Freia                                                                               | Friesland                         | Veenwouden                | 1879              | 1992                               | | |
| Kop-hals-rompboerderij                                                                            | Friesland                         | Midlum                    | 17e eeuw          | 1963-'68                           | | |
| Boktjasker                                                                                        | Friesland                         | Wouterswoude              | 1875              | 1928                               | Dit is een van de vier laatst overgebleven exemplaren in Nederland. | |
| Woudhuisje                                                                                        | Friesland                         | Damwoude                  | 1860              | 1997                               | | |
| Spinnenkopmolen                                                                                   | Friesland                         | Gorredijk                 | 1800              | 1922                               | | |
| Hindelooper Pronkkamer                                                                            | Friesland                         | Hindeloopen               | 18e eeuw          | 1923                               | De kamer is ondergebracht in het gebouw van de Grutterij | Openluchtmuseum Arnhem, Hindelooper pronkkamer |
| Aanbrengertje                                                                                     | Friesland                         | Langweer                  | 1850              | 1989                               | | |
| Poldermolen                                                                                       | Groningen                         | Noordlaren                | 1862              | 1960                               | | |
| Oldambtster boerderij                                                                             | Groningen                         | Beerta                    | 1797              | 1974-'81                           | Gedeeltelijk herbouwd na een grote brand in 1996 | |
| Kapschuur                                                                                         | Groningen                         | Beerta                    | 1797              | Jaren '70                          | | |
| Wagenschuur                                                                                       | Groningen                         | Beerta                    | Onbekend          | Jaren '70                          | | |
| Plaggenhut (replica)                                                                              | Groningen                         | Onstwedde-Tange           | 1918              | Onbekend                           | Moet van tijd tot tijd vernieuwd worden | |
| Tolhuisje                                                                                         | Groningen                         | Bedum                     | 1850              | 1958                               | In het museum is het gebouwtje ingericht als weverij | |
| Arbeidershuisje                                                                                   | Groningen                         | Zandeweer                 | 1850              | 1957                               | | |
| Kruidentuinhuisje                                                                                 | Groningen                         | Noordwijk                 | Onbekend          | Onbekend                           | | |
| Los hoes                                                                                          | Drenthe                           | Zeijen                    | 17e eeuw          | 1953                               | | |
| Tolgaarderswoning                                                                                 | Drenthe                           | Midlaren                  | 1860              | 1948                               | | |
| Dorpsschooltje                                                                                    | Drenthe                           | Lhee                      | 18e eeuw          | 1953                               | | |
| Tuinkoepel (replica)                                                                              | Drenthe                           | Meppel                    | 1860              | 1949                               | De originele tuinkoepel staat nog steeds in Meppel | |
| Pipowagen (replica)                                                                               | Drenthe                           | Hoogeveen                 | 2000              | 2023                               | Woonwagen type Erica | |
| Hallehuisboerderij                                                                                | Overijssel                        | Giethoorn                 | 1832              | 1959                               | | |
| Hallehuisboerderij met dwarsdeel                                                                  | Overijssel                        | Kadoelen                  | 1800              | 1942-'46                           | | |
| Hallehuisboerderij met zijbaanders                                                                | Overijssel                        | Staphorst                 | 19e eeuw          | 1952                               | | |
| TBC-lighuisje                                                                                     | Overijssel                        | Olst                      | begin 20e eeuw    | 1982                               | | |
| Urinoir                                                                                           | Overijssel                        | Deventer                  | jaren '20         | 2004                               | | |
| Herberg de Hanekamp                                                                               | Overijssel                        | Zwolle                    | 1708              | 1957                               | Is in het park ingericht als pannenkoekenhuis | |
| Los hoes-Hallehuis                                                                                | Overijssel                        | Beuningen                 | 1700              | 1920                               | | |
| Bakspieker (bakhuisje)                                                                            | Overijssel                        | Denekamp                  | 1741              | 1917                               | | |
| Rietvelds vakantiehuisje                                                                          | Overijssel                        | Markelo                   | 1951              | 2007                               | | |
| Schapenstal                                                                                       | Overijssel                        | Daarle                    | Onbekend          | Onbekend                           | | |
| Rosoliemolen                                                                                      | Gelderland                        | Zieuwent                  | 18e eeuw          | 1932                               | | |
| Los hoes                                                                                          | Gelderland                        | Harreveld                 | 1773              | 1924                               | | |
| Vlasoven                                                                                          | Gelderland                        | Vragender                 | 19e eeuw          | 1951                               | | Bakoventje, afkomstig van boerderij Het Hoge Meinen te Vragender. |
| Radmakerij                                                                                        | Gelderland                        | Woold                     | 19e eeuw          | 1942                               | | |
| Wevershuisje                                                                                      | Gelderland                        | Woold                     | Onbekend          | Onbekend                           | | |
| Kleine Gelderse boerderij                                                                         | Gelderland                        | Vierhouten                | 1850              | 1938                               | | |
| Karloods                                                                                          | Gelderland                        | Kotten                    | Onbekend          | Onbekend                           | | Zogenoemde 'wagenschop', een schuur voor het bergen van wagens en karren. De loods is afkomstig uit Kotten bij Winterswijk . |
| Daglonerhuisje                                                                                    | Gelderland                        | Nunspeet                  | 1860              | 1957                               | | |
| Stacaravan                                                                                        | Gelderland                        | Nunspeet                  | 1988              | 2012                               | | Openluchtmuseum Arnhem, Stacaravan uit Nunspeet |
| Boerderijskelet                                                                                   | Gelderland                        | Vragender                 | 1774              | 1988                               | | |
| Schapenstal                                                                                       | Gelderland                        | Ederveen                  | 1785              | 1946                               | | |
| Hallehuisboerderij (T-huis) met kapschuur                                                         | Gelderland                        | Varik                     | 1646              | 1963                               | | |
| Kleine boerderij                                                                                  | Gelderland                        | Beltrum                   | 1750              | 1927                               | | |
| Hoefstal (Travalje)                                                                               | Gelderland                        | Scherpenzeel              | 19e eeuw          | 1925                               | Is in 1991 verplaatst binnen het museum | |
| Achterste Molen (Papiermolen)                                                                     | Gelderland                        | Loenen                    | 1654              | 1933                               | | |
| Smederij                                                                                          | Gelderland                        | Loerbeek                  | 1907              | 1992                               | | |
| Monument in het openluchtmuseum                                                                   | Gelderland                        | Arnhem                    | 1984              | 1984                               | Oorlogsmonument | |
| Arnhemse tramremise (replica)                                                                     | Gelderland                        | Arnhem                    | 1911              | 1996                               | De oorspronkelijke remise van de Arnhemse tram werd tijdens de Tweede Wereldoorlog verwoest | |
| Tramhaltehuisje (replica)                                                                         | Gelderland                        | Arnhem                    | 1925              | 1995-'96                           | Het oorspronkelijke tramhaltehuisje van de Arnhemse tram werd tijdens de Tweede Wereldoorlog verwoest                                                                                              | |
| Goederenloods Van Gend & Loos                                                                     | Gelderland                        | Tiel                      | 1881              | 2007                               | | |
| Venlo’s warenhuis (tuinderskas)                                                                   | Gelderland                        | Huissen                   | 1968              | 1999                               | | Openluchtmuseum Arnhem, Venloos warenhuis (tuinderskas) uit Huissen |
| Gelderse Hallehuisboerderij                                                                       | Gelderland                        | Arnhem                    | 1800              | n.v.t.                             | Deze boerderij stond al op deze locatie voordat het park geopend werd. Het gebouw is niet te bezichtigen, maar wordt gebruikt als dienstgebouw                                                     | Openluchtmuseum Arnhem, Gelderse Hallehuisboerderij uit Arnhem |
| Vogelschietpalen (replica)                                                                        | Gelderland                        | Arnhem                    | 1919              | Ca. 1952                           | De oorspronkelijke palen werden in 1919 op deze locatie geplaatst, maar later verwijderd. Omstreeks 1952 werden de huidige palen geplaatst                                                         | Openluchtmuseum, Vogelschietpalen |
| Straatnaambordenpaal                                                                              | Gelderland                        | Arnhem                    | begin 20ste eeuw  |                                    | vermeldend Schelmscheweg en Waterbergscheweg | |
| Abstract Object                                                                                   | Gelderland                        | Arnhem-Presikhaaf         | 1967              | 2021                               | Een beeld van Leo Geurtjens, dat sinds 1967 in de Arnhemse wijk Presikhaaf stond. In 2021 verplaatse een jongerencollectief het naar het openluchtmuseum, hierbij bevragend was "erfgoed" is.      | |
| Wegwijzer                                                                                         | Gelderland                        | Joppe                     |                   |                                    | | |
| Jachtpaal Meinerswijk                                                                             | Gelderland                        | Arnhem                    | voor 1850         | 1939                               | | |
| Bijenhuisje (replica)                                                                             | Noord-Brabant                     | Gemert                    | Onbekend          | 1991                               | | Openluchtmuseum Arnhem, Bijenhuisje uit Gemert |
| Molukse barak                                                                                     | Noord-Brabant                     | Lage Mierde               | Jaren '50         | 2004                               | | |
| Brabantse weg                                                                                     | Noord-Brabant                     | Fijnaart                  | 17e eeuw          | 1987                               | Deze weg is 426 meter lang en is geheel naar het museum overgebracht. De toegangspoort aan het begin van de weg behoorde tot de nog altijd (in Fijnaart) gelegen boerderij Sint Jacques.           | |
| Hallehuisboerderij                                                                                | Noord-Brabant                     | Etten-Leur                | 1599              | 1971                               | | Openluchtmuseum Arnhem, Boerderij Etten-Leur |
| Kempische Langgevelboerderij (Dorpscafé)                                                          | Noord-Brabant                     | Budel                     | 1812              | 1956                               | Deze boerderij wordt in het museum als café gebruikt | |
| Brouwhuis met bakhuis                                                                             | Noord-Brabant                     | Ulvenhout                 | 1750              | 1940-'43 en 2007                   | In 2007 kwam er een nieuwe aanbouw | |
| Noorse watersnoodwoning                                                                           | Noord-Brabant                     | Raamsdonksveer            | 1954              | 2014                               | | |
| Vier arbeidershuisjes                                                                             | Noord-Brabant                     | Tilburg                   | 1860              | 1955 en 1998                       | De huisjes zijn ingericht in vier perioden: 1860, 1910, 1950 en 1970 | |
| Grensovergang uit de Eerste Wereldoorlog                                                          | Noord-Brabant, Zeeland of Limburg |                           | 1915-1918         | replica geplaatst in 2015          | Onder dodelijke elektriciteitsspanning staande grensversperring | Openluchtmuseum Arnhem, Grensovergang 1914-'18 |
| Beugelbaan (replica)                                                                              | Noord-Brabant of Limburg          |                           | 20e eeuw          | 1994                               | | Openluchtmuseum Arnhem, Limburgse-Brabantse beugelbaan |
| Kleine Zuid-Limburgse boerderij met puthuis                                                       | Limburg                           | Krawinkel                 | 1750              | 1929-'30                           | | |
| Bakhuisje                                                                                         | Limburg                           | Krawinkel                 | Onbekend          | 1929-'30                           | | Dit bakhuis stond aan de Kloosterstraat 46 in Krawinkel. |
| Wegkapelletje (Maria, Moeder van Smartenkapel), in Margraten vervangen door een nieuwe Mariakapel | Limburg                           | Margraten                 | eind 18e eeuw     | 1950                               | | |
| Veldkruis                                                                                         | Limburg                           | Onbekend                  | Onbekend          | Onbekend                           | | Openluchtmuseum Arnhem, Veldkruis uit Limburg |
| Grenspaal                                                                                         | Limburg                           | Roosteren                 | Ca. 1600          | Onbekend                           | | Openluchtmuseum Arnhem, grenspaal uit Echt-Susteren |
| Vakwerkschuur                                                                                     | Limburg                           | Terstraten                | 1800              | 1952                               | | Openluchtmuseum Arnhem, Vakwerkschuur uit Terstraten |
| Groene Kruisgebouw                                                                                | Limburg                           | Wessem                    | 1954              | 1998                               | | |
| Handboogschietbaan (replica)                                                                      | Limburg                           | Roermond-Kapel in 't Zand | 1889              | 1952                               | | Openluchtmuseum Arnhem, Handboogschietbaan uit Roermond-Kapel in 't Zand |

Toekomstige gebouwen:
| Naam bouwwerk         | Provincie  | Plaats                | Bouwperiode | Overgeplaatst in | Extra informatie                                                      | Foto                                            |
| --------------------- | ---------- | --------------------- | ----------- | ---------------- | --------------------------------------------------------------------- | ----------------------------------------------- |
| Het Dorp              | Gelderland | Arnhem                | 20e eeuw    | 2018-2020        | Een aantal huizen en gebouwen van woongemeenschap Het Dorp in Arnhem. | Plein in Het Dorp met woningen en voorzieningen |
| Houten vakantiewoning | Gelderland | Warnsveld             | 1937        | 2019-2020        |                                                                       |                                                 |
| Zes doorzonwoningen   | Gelderland | Wijchen, wijk Homberg | 1971        | 2022-2024        |                                                                       |                                                 |